# Reinette de Champagne

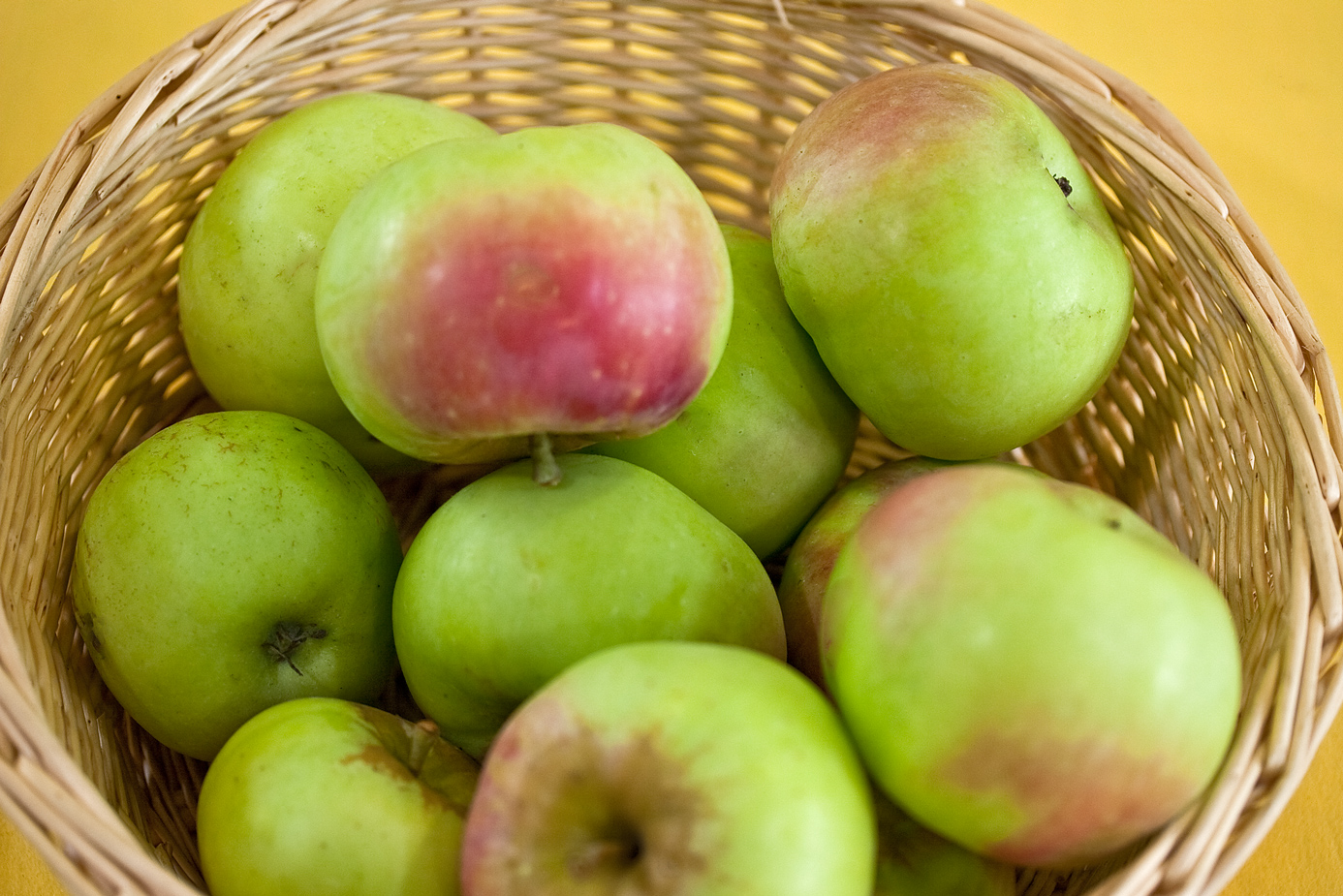
Panier de Reinettes de Champagne

Reinette de Champagne est un très ancien cultivar de pommier domestique. C'est une pomme de conservation.
Nom botanique : Malus domestica 'Champagner Reinette'.
Synonymie : Champagner Reinette, Champagnerrenette, Reinette de Versailles.

## Description du fruit
- Usage : pomme d'hiver de table.
- Calibre : moyen.
- Couleur de la pelure :  jaune-verdâtre, parfois rayée d'un peu de rouge.
- Chair :  blanche, croquante, légèrement parfumée [1].

## Origine et historique
Elle existe déjà avant 1700, en Champagne.
Elle est décrite par Diel en 1799 sous le nom de 'Loskrieger'.

## Pollinisation
- Floraison :  groupe C [2].
- S-génotype :  S2S4 [3].
- Sources pour fécondation :
  - Incompatible : 'Jinhong'.
  - Semi-compatibles : 'Dantziger Kant'…
  - Compatibles : 'Cox's Orange Pippin'…

## Culture
- Fructification :  type spur[4].
- Maladies : 
  - Tavelure :  susceptible,
  - Chancre :  susceptible.
- Maturité : début novembre.
- Conservation et consommation :  de janvier à avril.